# Audio branding
“Marca sonora” (assim como “music branding”, “audio branding”, “sound branding”, “acoustic branding” ou “sonic mnemonics”) se trata de um conjunto de processos e estratégias que utiliza sons (organizados ou não em estruturas musicais) que formam projetos estratégicos plurais e multidisciplinares. Essa é uma ferramenta poderosa, que auxilia em ações de disseminação de cultura e lifestyle de marcas, fidelização de clientes, otimização de processos, e inúmeras possibilidades. “Music Branding: Qual é o Som da sua Marca?”, do autor, empresário e produtor Guto Guerra, é a primeira publicação brasileira sobre o assunto, sendo um material elaborado a partir de extensos resultados da Gomus, agência de Music Branding.
Atualmente, o marketing (ou branding) sensorial se tornou fundamental para marcas que consideram as vidas aceleradas, dinâmicas, e conectadas de consumidores que não procuram apenas produtos, mas experiências relevantes. (Guerra, 2012) Essas ações, como o som, cheiro e demais experiências táteis, geram resultados diferenciados em relação à coerência entre o público-alvo e a sua marca, sendo capazes de converter consumidores em fãs. Profissionais da área aplicam essas metodologias, conquistando consumidores através dos sentidos e da emoção.
No Brasil, já se desenvolveu um cenário amadurecido e um mercado que tem crescido exponencialmente, contando com agências como a Gomus, ListenX, Rádio Ibiza, Sound Thinkers, Zanna Sound e outras.

## O que é Audio Branding?
“Sons musicais podem provocar emoções que os sons da fala não conseguem.” (Aniruddh Patel - Music, Language and the Brain)
A definição de “Marca Sonora” está intrinsecamente ligada a referências de áreas de marketing, branding e da própria musicologia. Também designado como Music Branding, esta é a "criação de expressões sonoras da marca e o uso consistente e estratégico dessas propriedades através de todos os pontos de contato com o consumidor"(Jackson, 2003).
Uma marca pode ser expressa como um conjunto de associações mentais a partir dos quais os consumidores relacionam um produto ou um serviço (Kapferer, 2004). As características psico-acústicas do som nos afeta em vários níveis, influenciando a nossa atitude e comportamento. Sob perspectiva fisiológica, o som age de duas formas: Primeiro, alcança os nervos da seção do nosso cérebro responsável pelo pensamento, induzindo mais atividade. Quanto mais rápido, alto, complexo ou novo for esse som, mais alerta o nosso cérebro fica. O mesmo se aplica ao contrário, caso o som seja lento, calmo, e simples, irá existir uma redução nas reações cerebrais, acalmando o corpo. (North et al. 2005).
Ainda que exista muito a ser pesquisado no que diz respeito à relação do som com o nosso corpo, sabemos, no entanto, que ele afeta ambos os lados do nosso cérebro e potencializa a memória. De acordo com a uma investigação realizada por Lindstrom, 41% dos entrevistados baseiam a sua percepção sobre uma marca, através da sua sonoridade. Este facto, leva à conclusão de que o som é conveniente à estruturação da identidade de uma marca.
Por estas razões, os elementos acústicos têm se tornado relevantes no contexto de mudança da comunicação das marcas (Spehr, 2008). Em grande parte dos casos, a associação estabelecida entre o som e as marcas é através de jingles, que normalmente são produzidos na base de uma mensagem cantada e complementada por segmentos musicais. Contudo, o design de uma marca através do som consiste em muitos outros elementos e técnicas, que podem ir desde o simples ruído na abertura de uma garrafa, até composições musicais complexas (Moosmayer, 2010).
O recurso a elementos acústicos, como a voz, a música e o ambiente, deve ser aplicado nos vários touchpoints da marca. Uma das regras básicas desta área do marketing, é manter a consistência e a congruência relativamente ao pilar central da identidade da marca e acompanhar a dinâmica da mesma, que à partida se modifica e atualiza consoante o desenvolvimento do comportamento do consumidor (Vank et al., 2007). As emoções desencadeadas no consumidor, quando exposto ao design sonoro de uma marca, devem ser compativeis com os valores estruturais da mesma. Ao tentar chegar a grupos especificos de consumidores, deve ser tido em atenção os seus gostos e preferências musicais. Outra forma de fortalecer a identidade de uma marca, é associar um som caracteristico do produto (não aplicável a serviços, a não ser de forma simbólica) em causa.
Marcas como a Intel e Motorola entenderam a importância do som na comunicação e já são reconhecidas no mundo todo pela sua sonoridade. No Brasil já existem alguns casos. A Oi por exemplo, a marca sonora do Banco do Brasil e do Banco Itaú.

## References
- Guto Guerra (2012). “Music Branding: Qual é o Som da Sua Marca?”
- Darpain Jain (2009) "A Review of the concept “Sonic Branding” and techniques to measure its impact on Emotions, Brand Recall, Brand Recognition and Purchase Intention".
- Mark Zander (?) "Musical Influences in Advertising - How musica modify first impressions of product endorsers and brands".
- Marcel Zentner e Didier Scherer (2008) "Emotions Evoked by the Sound of Music - Characterization, Classification, and Measurement".
- Kevin Keller (1993) "Conceptualizing, Measuring, and Managing Customer-Based Brand Equity".
- Arun Venkataraman (2007) "The Sonic Boom - Effect of Logo Presentation Style In Television Commercials On Memory For The Advertise Brand".
- Daniel M. Jackson (2003) "Sonic Branding - An Introduction".
- Iveta Karailievová (2012) "Impact of Songs and Jingles Used in Advertising on Brand and Product Awareness".